# Гусаков Євген Євгенович
Євген Євгенович Гусаков (19 січня 2001, Горлівка — 27 лютого 2022, Волноваха) — український колабораціоніст із Росією, бойовик терористичної організації ДНР.

## Біографія
У 2020 році закінчив ДПОУ "Горлівський ліцей побуту та сфери послуг" за професією "Слюсар з ремонту будівельних машин". 
Учасник російського вторгнення в Україну. Командир танку 2-го танкового взводу 1 роти танкового батальйону 3-ї окремої мотострілецької бригади «Беркут». Загинув у бою внаслідок чисельних потраплянь снарядів в його танк, який потрапив у замасковану засідку ЗСУ у складі чотирьох танків та трьох БМП.

## Нагороди
- Звання «Герой Донецької Народної Республіки» (14 червня 2022, посмертно)
- Інші нагороди «ДНР»